# 14232 Curtismiller
14232 Curtismiller este o planetă minoră (asteroid), cu un diametru de 5,993 km, din centura de asteroizi. A fost descoperită pe 5 decembrie 1999 la Catalina Station⁠(d) de Catalina Sky Survey. 
Obiectul prezintă o orbită caracterizată de o semiaxă mare de 2,5785136 UAi, o excentricitate de 0,11, o înclinație de 11,23162 ° în raport cu ecliptica.